# Yo-pop
El Yo-pop es un género musical nigeriano popular. Dos de las estrellas más grandes de los años 80 fueron Según Adewale y Shina Peters, que comenzaron sus carreras a mediados de los años 70 con Prince Adekunle. Eventualmente dejaron a Adekunle y formaron una breve sociedad como Shina Adewale & the International Superstars antes de comenzar sus carreras como solistas. Adewale fue la primera de las dos en obtener el éxito, cuando se hizo la músico más famoso de Yo-pop.
El auge del Yo-pop no duró mucho tiempo, substituido por el estilo afro-juju de Shina Peters, que se hizo estilo independiente tras la publicación de Afro-Juju Series 1 en 1989.